# Sunflower (álbum)
Sunflower é o décimo sexto álbum de estúdio dos The Beach Boys , vigésimo primeiro álbum oficial, sendo o primeiro sob contrato com a Reprise Records. Lançado em agosto de 1970, Sunflower é frequentemente considerado um dos melhores discos dos Beach Boys.
Sunflower (Brother / Reprise RS 6382) atingiu # 151 nos Estados Unidos por 4 semanas, tornando-se o álbum de menor sucesso dos Beach Boys até 1978 com M.I.U. Album , que o igualou. Atingiu uma colocação melhor no Reino Unido, chegando a # 29. 
A reputação do álbum tem crescido desde seu lançamento original. Em 2003, o álbum foi classificado número 380 na lista dos 500 maiores álbuns de todos os tempos, da revista Rolling Stone.
Em 1997, o Jornal britânico The Guardian classificou o disco como número 66 em sua lista dos 100 melhores álbuns de todos os tempos.
Sunflower agora está emparelhado em CD com Surf's Up. 

## A gravação de Sunflower

### Início das sessões
Depois do último álbum, 20/20, Dennis Wilson foi o primeiro cabeça dos Beach Boys a voltar ao estúdio, produzindo cinco faixas nos dois primeiros meses de 1969: "Forever", "San Miguel", "Got To Know The Woman ", "What Can The Matter Be?", e" Celebrate The News ". "Deirdre" de Bruce Johnston também foi gravada durante essas sessões. No início de Março, a banda inteira entrou em estúdio para gravar o "Loop de Loop" e "All I Wanna Do", e também terminar "Forever". 
Em seguida, viraram a sua atenção para o single da canção "Break Away", escrita por Brian Wilson e seu pai Murry, que usou o pseudônimo Reggie Dunbar. Na época, pensava-se que seria seu último trabalho para a Capitol. Atingiu sucesso muito reduzido nos Estados Unidos, # 63. 
O single foi muito melhor no exterior, atingindo # 6 no Reino Unido. "Celebrate The News" foi o lado b, mas nenhuma das duas canções foi lançada em disco. 
Após terem sido feitas as gravações de "Break Away", a banda entrou em turnê na Europa. Quando voltaram, gravaram mais duas canções, "Slip On Through" e "I'm Going Your Way". Em seguida registraram novamente "Cotton Fields" (renomeada no single como "Cottonfields"), canção que foi lançada no álbum anterior dos Beach Boys, 20/20 e Huddie Ledbetter (Lead Belly). Al Jardine foi o produtor na gravação desta música.

### The Fading Rock Group Revival
Depois que o novo single, "Cottonfields" foi concluído, eles começaram a tentar concluir um álbum juntos e terminar seu compromisso com a Capitol. Tinha trabalho e títulos de Reverberation and The Fading Rock Group Revival. Uma fita mestre foi feita com estas músicas: 
- "Cotton Fields"
- "Loop de Loop"
- "San Miguel"
- "Deirdre"
- "Forever"
- "The Lord's Prayer"
- "Break Away"
- "Celebrate The News"
- "All I Wanna Do"
- "Got To Know The Woman"

A seqüência das faixas é desconhecida 
"The Lord's Prayer" foi o lado B do single "Little Saint Nick", de 1963 e foi remixado para estar em Duophonic.Este álbum nunca foi lançado, e é desconhecido se a Capitol rejeitou o álbum ou se os Beach Boys nunca o apresentaram. The Beach Boys cumpriu seu contrato com  Live in London. A Capitol teve pouca confiança no álbum e escolheu lançá-lo apenas onde os Beach Boys ainda vendiam consideravelmente bem - o Reino Unido. Essa decisão empresarial forçou fãs ao redor do mundo a irem buscar versões piratas ou mesmo importar o disco. O álbum ao vivo finalmente apareceu como uma versão oficial americana em 1976.

### Uma nova gravadora
Depois de dar Live in London à Capitol, a banda começou a trabalhar seriamente em um novo álbum. Em Outubro e Novembro de 1969, eles iniciaram a gravação "Walkin'",, "Games Two Can Play", "Add Some Music To Your Day", "When Girls Get Together", "Soulful Old Man Sunshine", "Raspberries, Strawberries", "This Whole World" e "Tears In The Morning". Além disso, Dennis continuou a trabalhar em "Slip On Through". 
No outono de 1969, The Beach Boys intensificaram os trabalhos sobre seu novo projeto. Sua reputação tinha caído fortemente nos Estados Unidos desde 1967, mas Mo Ostin decidiu assinar contrato com eles em novembro. Parte da operação foi a de reanimar a logomarca Brother Records, inicialmente fundada durante o Smile e utilizada apenas para o álbum Smiley Smile, e os singles "Heroes and Villains" e "Gettin' Hungry", antes de tornar-se inativa. 

### Add Some Music sessions
Após a assinatura do novo contrato, os Beach Boys redobraram os seus esforços no estúdio, no acabamento de "Tears In The Morning" e "Add Some Music To Your Day", música que também daria o nome ao álbum. Além disso, eles registaram nove novas canções: "Susie Cincinnati", "Fallin 'In Love", "Carnival", "I Just Got My Pay", "Take A Load Off Your Feet", "Good Time", "Back Home", e "Our Sweet Love". E uma, ao piano, "You Never Give Me Your Money", dos Beatles, também foi gravada. 

### Add Some Music To Your Day
Após a sessão final (em 2 fevereiro, para adicionar efeitos sonoros de carro para "Susie Cincinnati"), eles começaram a montar o álbum e liberaram o single Add Some Music To Your Day. A Reprise estava tão animada com o single que convenceu varejistas a levarem muitos deles. Infelizmente para a banda, o single (com "Susie Cincinnati" comolado B) não vendeu bem como tinham esperado, apenas atingindo # 64 no Top 100 da Billboard. 
Após o fracasso do single na Reprise, a Capitol Records lançou o seu último single dos Beach Boys, Cotton Fields. Embora não tenha sido sucesso nos Estados Unidos, a canção foi hit # 1 na Austrália, Suécia e Noruega, e atingiu # 5 no Reino Unido. 
Antes de sair para uma turnê pela Austrália e Nova Zelândia, terminaram um álbum intitulado Add Some Music, que consistia dessas faixas: 
1. "Susie Cincinnati"
2. "Good Time"
3. "Our Sweet Love"
4. "Tears In The Morning"
5. "When Girls Get Together"
6. "Slip On Through"
7. "Add Some Music To Your Day"
8. "Take A Load Off Your Feet"
9. "This Whole World"
10. "I Just Got My Pay"
11. "At My Window"
12. "Fallin' In Love"

Foi rejeitado. Depois de ouvir o álbum e, após o fracasso do single, Mo Ostin sugeriu que eles aparecessem com algumas faixas mais fortes ou os seus dias na Reprise Records estariam contados. A banda estava infeliz, mas foi para o estúdio uma última vez.

## Final das Gravações
Os Beach Boys registraram as duas ultimas canções para Sunflower em julho 1970. A primeira, gravada por sugestão do Lenny Waronker, foi "Cool, Cool Water". Waronker, um executivo da Warner Music, ouviu a fita inacabada, e convenceu Brian Wilson a terminar a faixa para Sunflower (Wilson depois retrabalhou a versão original da música I Love to Say Dada como "In Blue Hawaii" em seu Smile de 2004). Waronker ficou tão impressionado com a música de inspirada simplicidade, que observou: “Se eu chegar a produzir Brian, vou incentivá-lo a fazer algo que combine a vivacidade de Good Vibrations com a doçura não-comercial de Cool, Cool Water.”
Dezoito anos depois, em 1988, Waronker iria produzir Brian em "Rio Grande", faixa de seu álbum solo. 
A outra canção gravada foi "It's About Time". 
Bruce Johnston também colocou seus vocais em "Tears In The Morning". 
Após a gravação de mais de 30 músicas diferentes, e passar por vários títulos de álbum, The Beach Boys Sunflower foi finalmente lançado em Agosto de 1970. 

## Gravado Mas Não Incluído
As sessões que levaram à Sunflower forneceram um lote de material para futuros álbuns e compilações dos Beach Boys. "Break Away" e "Celebrate The News" foram lançados como singles e reeditadas no Friends/20/20. "Loop de Loop" e "Soulful Old Man Sunshine" ficaram inéditas até a tilha sonora do documentário Endless Harmony, de 1998. "San Miguel" foi lançada em 1981 na compilação Ten Years of Harmony. Depois que "Cotton Fields" se tornou um grande hit na Europa, a música foi adicionada ao Sunflower europeu. Nos Estados Unidos, não seria lançada em um álbum até Rarities, de 1983. Dennis Wilson lançou "Fallin 'In Love”, que passou a se chamar "Lady", como lado B para o seu single europeu "Sound of Free" em dezembro de 1970. 
" Games Two Can Play " and " I Just Got My Pay foram lançadas no box set Good Vibrations: Thirty Years of The Beach Boys, de 1993. "When Girls Get Together" foi lançada em 1980 no Keepin' the Summer Alive. "Susie Cincinnati" foi o lado B do mal-fadado single "Add Some Music To Your Day" , em seguida, novamente utilizado como lado B para o raro single natalino "Child of Winter", de 1974. foi então liberada no 15 Big Ones, de 1976, que também incluia "Back Home". "Take A Load Off Your Feet" foi lançada no álbum seguinte, Surf's Up, de 1971. "Good Time" ficou nos cofres até Love You, de 1977.
"What Can The Matter Be?", "Walkin'", "Carnival" e "You Never Give Me Your Money" nunca foram lançadas. 

## Faixas

### Lado A
1. "Slip On Through" (Dennis Wilson) – 2:17
  - Dennis Wilson nos vocais
2. "This Whole World" (Brian Wilson) – 1:56
  - Brian Wilson e Carl Wilson nos vocais
3. "Add Some Music to Your Day" (Brian Wilson/Joe Knott/Mike Love) – 3:34
  - Mike Love, Bruce Johnston, Carl Wilson, Brian Wilson e Al Jardine nos vocais
4. "Got to Know the Woman" (Dennis Wilson) – 2:41
  - Dennis Wilson nos vocais
5. "Deirdre" (Bruce Johnston/Brian Wilson) – 3:27
  - Bruce Johnston nos vocais
6. "It's About Time" (Dennis Wilson/Carl Wilson/Bob Burchman/Al Jardine) – 2:55
  - Carl Wilson nos vocais

### Lado B
1. "Tears in the Morning" (Bruce Johnston) – 4:07
  - Bruce Johnston nos vocais
2. "All I Wanna Do" (Brian Wilson/Mike Love) – 2:34
  - Mike Love nos vocais
3. "Forever" (Dennis Wilson/Gregg Jakobson) – 2:40
  - Dennis Wilson nos vocais
4. "Our Sweet Love" (Brian Wilson/Carl Wilson/Al Jardine) – 2:38
  - Carl Wilson nos vocais
5. "At My Window" (Brian Wilson/Al Jardine) – 2:30
  - Bruce Johnston nos vocais, Francês por Brian Wilson
6. "Cool, Cool Water" (Brian Wilson/Mike Love) – 5:03
  - Brian Wilson e Mike Love nos vocais

## Sunflower Europeu
Uma variação do álbum foi lançada pela EMI, filial da Records, em novembro de 1970. Sua abertura foi "Cottonfields". "Got to Know the Woman" e "Deirdre" foram colocados em ordem inversa no lado A. O conteúdo das faixas individuais não foi alterado. Cottonfields foi tirada da listagem e o mesmo Sunflower é lançado hoje em todo mundo.

## Singles
•	"Add Some Music to Your Day" b/w "Susie Cincinnati" (Brother 089423 de Fevereiro de 1970; US #64
•	"Cottonfields" b/w "The Nearest Faraway Place" (Capitol 2765), 20 de Abril de 1970; US #103 , UK #5"
•	"Slip On Through" b/w "This Whole World" (Brother 0929), 29 Junho de 1970 "Tears in the Morning" b/w "It's About Time" (Brother 0957), Novembro de 1970 
•	"Cool, Cool Water" b/w "Forever" (Brother 0998), Fevereiro de 1971